# Coniopteryx cyphodera
Coniopteryx cyphodera là một loài côn trùng trong họ Coniopterygidae thuộc bộ Neuroptera. Loài này được V. Johnson miêu tả năm 1978.